# La reina mora (película de 1937)
La reina mora es una película española de comedia estrenada el 4 de octubre de 1937 y dirigida por Eusebio Fernández Ardavín.
La película está basada en la zarzuela homónima escrita por Serafín Álvarez Quintero y Joaquín Álvarez Quintero.

## Sinopsis
Dos jóvenes, Coral y Esteban, están enamorados, pero su idilio se ve truncado en una fiesta en la que Coral es importunada por un tipo chulo y pendenciero y Esteban se ve en la obligación de solucionar el asunto. En la pelea, Esteban hiere al otro y acaba en la cárcel. Coral, entristecida, se recluye junto a su hermano en una casa sevillana para compartir la privación de libertad de Esteban. Su enclaustramiento dará pie a presuntuosos donjuanes para lanzarse a su conquista y a lenguas de doble filo para inventar leyendas.

## Reparto
- María Arias como Coral.
- Raquel Rodrigo como Mercedes.
- Alejandrina Caro como Doña Juana.
- Pedro Terol como Esteban.
- Antonio Gil Varela 'Varillas' como	Don Nuez.
- Valeriano Ruiz París como Miguel Ángel.
- Erasmo Pascual como Cotufa.
- José Córdoba como El Peleón.
- Carmen Vázquez como Bailarina.
- Capelillo como Cantador.
- Manolito Heras como El Niño de los Pájaros.
- J. Aguilar como Pepe López.
- Enrique Salvador como Señor Pepe.
- Anita Ramallo como Laurita.
- Srta. Albillana como Isabel.